# Nintendo 64
La Nintendo 64 (ニンテンドウ64, Nintendō Roku Jū Yon, NINTENDO64), també coneguda com a N64, és una videoconsola de videojocs de la companyia Nintendo, llançada l'any 1996 al Japó i Estats Units, i el primer terç de l'any 1997 a Europa. Va ser la tercera consola de sobretaula llançada per la companyia, pensada originalment per a competir amb la Playstation de Sony i la Sega Saturn de Sega tot i que, per la prematura desaparició del mercat de 64 bits (del qual se'n deriva el nom de la màquina) i fou la primera consola a utilitzar tecnologia analògica per a detectar els moviments que feia el jugador ("stick" analògic), tenir quatre ports de sèrie per a controladors, i la primera a oferir l'ús de la tecnologia de vibració, amb l'ajut d'un petit accessori ("Rumble Pack") aparegut l'any 1997 en el mercat i que es connectava directament al controlador en la seva part posterior.

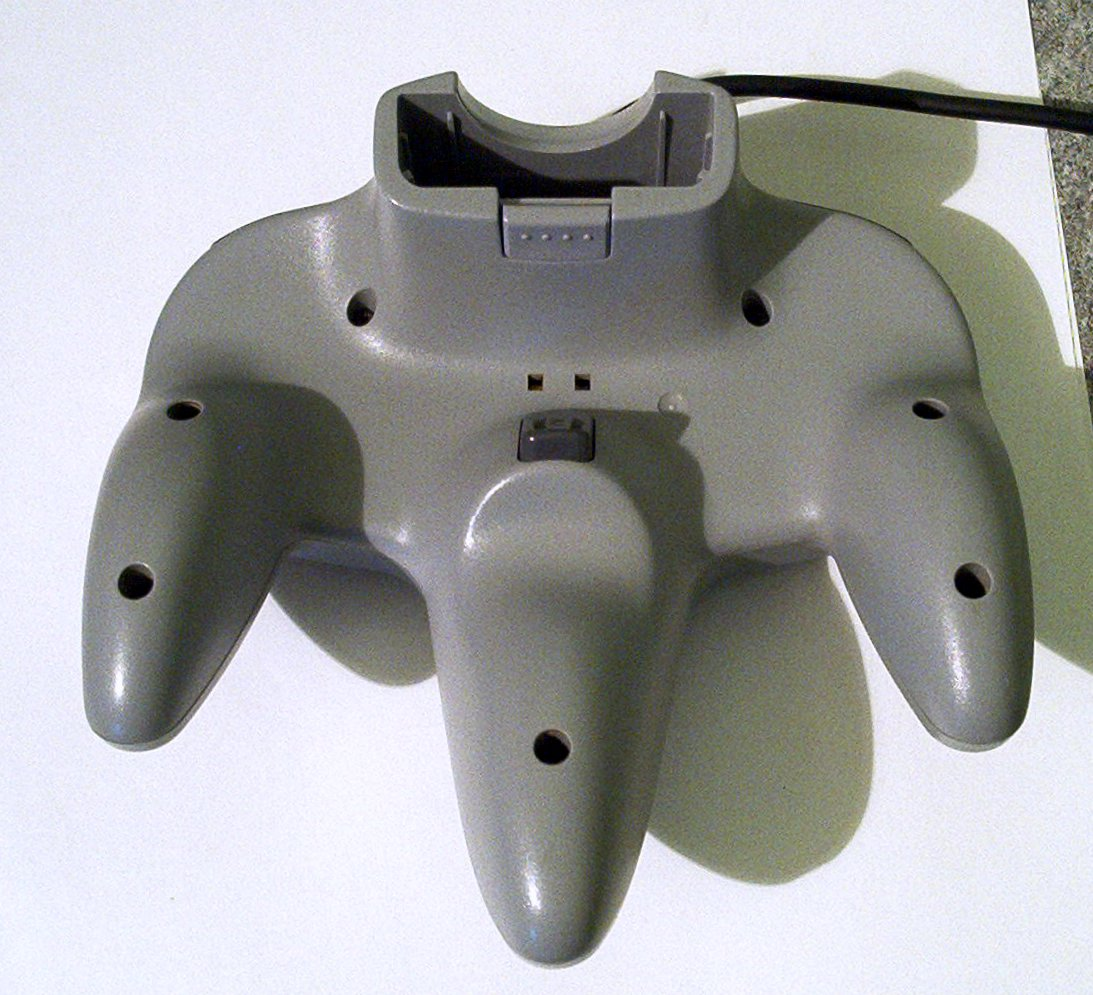
Controlador vist per la part posterior, on es pot veure el "port" per on connectar el "Rumble Pack" i/o la Targeta de Memòria. També es pot apreciar el botó Z

Al contrari que les seves competidores més directes (ja anomenades anteriorment) i altres consoles menys importants de l'època, que utilitzaven discos compactes per emmagatzemar els seus videojocs, la Nintendo 64 continuava utilitzant els coneguts "cartutxos", una tecnologia que oferia avantatges però a l'hora, bastants inconvenients. Com a exemple, un Disc Compacte estàndard té una capacitat de 700 o \d50 MBytes, mentre que el màxim d'un cartutx de la N64 estava fixat en uns 512 Mbits (uns 64 MBytes), sense tenir en compte que el més normal era la utilització de cartutxos de 64, 128 o 256 Mbits (8, 16 i 32 MegaBytes, respectivament). A més, el cost de fabricació d'un cartutx superava el d'un disc compacte, tot i tenir molta menys capacitat. Els avantatges principals d'aquest suport radiquen en què no necessita temps de càrrega i té la possibilitat de poder guardar la partida en el mateix cartutx, estalviant al consumidor l'obligació de comprar targetes de memòria (tot i que també hi ha molts videojocs de la N64 que no permeten guardar partida si no és amb una targeta de memòria)
Un dels aspectes destacats de l'arribada al mercat de la Nintendo 64 va ser el gran salt qualitatiu que oferí en els seus primers mesos de vida comercial, amb títols com Super Mario 64, The Legend of Zelda: Ocarina of Time, Wave Race 64, GoldenEye 007, PilotWings 64, Turok, Mario Kart 64, o ISS64, entre d'altres, sorprenent els aficionats de l'entreteniment electrònic per la seva qualitat (sobretot gráfica) i diversió.

## Història
En el 1991, Nintendo comença el desenvolupament d'una successora de la seva consola de 16 bits Super Nintendo Entertainment System, la qual cosa va derivar en tres projectes: SNES-CD, SNES PlayStation (conjuntament Sony) i VR32. Els dos primers es van cancel·lar, encara que el seu R+D va ser aprofitat per Sony per al desenvolupament del seu propi sistema de jocs, que va mantenir el nom de PlayStation.
El 23 d'agost de 1993, Nintendo va realitzar una sèrie d'aliances a la qual denomina Dreamteam. En aquesta aliança realitza un acord estratègic amb Silicon Graphics i Rambus Inc. pel maquinari; Alias-Wave Front i Multigen per a les eines de programació; Rare i Williams pel programari. Així van iniciar el desenvolupament d'aquesta consola a la qual van denominar Project Reality. Aviat, molts desenvolupadors de programari anuncien estar desenvolupant jocs per a la nova consola entre els quals destaquen els següents:
Jocs Anunciats:
- Killer Instinct (Williams - Rare, Títol cancel·lat (va ser llançat finalment pel SNES), finalment es va llançar una versió Modificada del joc KI 2 amb el nom KI Gold)[5]
- Cruis'n USA (Williams)
- Doom (id Software - Williams)
- Pilot Wings (Paradigm Simulations - Nintendo)
- Poligon Fighter (GTE, cancel·lat)
- Top GUN (Spectrum Holobyte, cancel·lat)
- Final Fantasy VII (Square Soft, cancel·lat)
- Robotech Crystal Dreams (Game Tek, cancel·lat)
- Red Baron (Serra Online, cancel·lat)
- Monster Dunk (Mindscape, cancel·lat)

Per al juny del 1994 s'anuncia el canvi de nom del projecte per Ultra 64 i el seu llançament per abans de Nadal del 1994.
A mitjan 1995, Nintendo retarda el llançament de la consola per a abril de 1996 i canvien el nom per Nintendo 64, el qual seria el definitiu.
Per al final de 1995, molts desenvolupadors estaven molt descontents perquè els jocs per a N64 havien de ser programats en costoses estacions de treball SGI, elevant el cost de desenvolupament dels jocs, també perquè Nintendo els va informar que, amb la finalitat de llançar jocs a un preu econòmic, es reduiria la grandària dels primers cartutxos de 128 Mb a 64 Mb, amb el que havien d'eliminar molts elements. Els múltiples retards en el llançament de la consola convertia qualsevol joc en una inversió de llarg termini i molt arriscada. Això va portar a la cancel·lació de la major part dels jocs planejats inicialment. El cas més significatiu va ser el cessament de relacions entre Square Soft després de rebre aquesta una oferta per deixar a Nintendo i seguir amb Sony, qui va acabar llançant en exclusiva Final Fantasy VII per la PlayStation de Sony Computer Entertainment.

### Llançament i període de vida útil

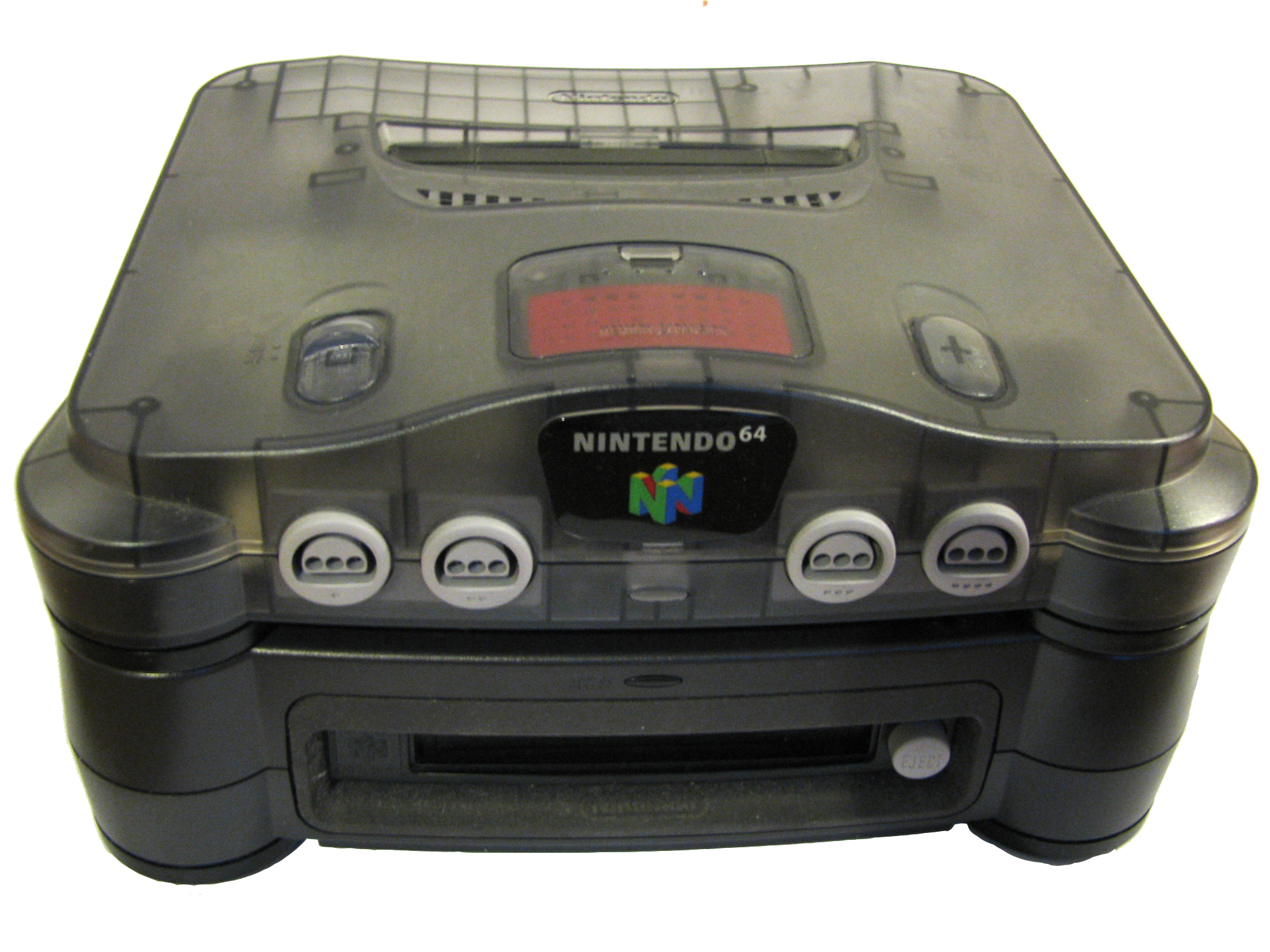
La consola amb el "Nintendo Disk Drive 64" acoblat a sota

Les dates en les quals van sortir a la venda van ser el 23 de juny de 1996 en Japó, el 30 de setembre de 1996 en Amèrica i l'1 de març de 1997 a Europa.
Cal destacar que en la seva primera setmana de vendes al Japó, Nintendo 64 va vendre 500.000 consoles i durant el seu període de vida al voltant de 30.000.000 de consoles.
Nintendo va produir diverses innovacions per a la N64. Entre d'altres, el primer sistema de vibració en una consola: el Rumble Pak. Mitjançant un dispositiu afegit inserit en el comandament de control s'aconseguia efecte de vibració en els jocs programats per a això. Molt posteriorment, Sony va llançar controladors amb dispositius de vibració incorporats per la seva PlayStation, i molt més tard, ja en la següent generació de consoles, Sega va desenvolupar un dispositiu de vibració extern gairebé idèntic al de Nintendo per als comandaments de control de Dreamcast.
També van ser llançats diversos perifèrics: un micròfon que permetia jugar un joc amb funcions de reconeixement de veu (precursor de l'incorporat en Nintendo DS), un dispositiu de maquinari que permetia llegir cartutxos de Game Boy per a l'intercanvi de dades entre ambdues consoles (utilitzat en el joc Pokémon Stadium), una unitat de disquets i un cartutx que permetia capturar àudio i vídeo als disquets... No obstant això el major problema d'aquests perifèrics va ser el poc suport que van tenir per part de les companyies de desenvolupament.
Quant als jocs, el més important pel seu èxit de crítica i públic va ser Super Mario 64. Desenvolupat per Shigeru Miyamoto i llançat juntament amb la consola, el seu sistema de joc va establir les bases de la major part dels jocs 3D d'avui dia, no només dins del gènere de les plataformes. L'altre gran títol de la consola va ser The Legend of Zelda: Ocarina of Time, també de Shigeru Miyamoto, primer joc a obtenir una puntuació perfecta en la prestigiosa revista japonesa Famitsu i habitual guanyador de premis a "millor joc de la història".
Els jocs més destacats per la Nintendo 64 van ser principalment:
- Banjo-Kazooie
- Banjo-Tooie
- Conker's Bad Fur Day
- Diddy Kong Racing
- Donkey Kong 64
- F-Zero X
- Killer Instinct Gold
- GoldenEye 007
- Jet Force Gemini
- Kirby 64
- Mario Kart 64
- Perfect Dark
- Pokémon Stadium
- Resident Evil 2
- Star Fox 64
- Super Mario 64
- Super Smash Bros
- The Legend of Zelda: Majora's Mask
- The Legend of Zelda: Ocarina of Time
- Wave Race 64
- Yoshi's Story

Cap al final de la vida útil de la consola hi havia pocs llançaments, però gairebé tots de gran qualitat, sobretot els de Nintendo i RARE. Durant l'any 2001 alguns van ser retardats per ser llançats en Gamecube: Resident Evil Zero (Capcom), Eternal Darkness (Silicon Knights - Nintendo) i Starfox Adventures (derivat del projecte Dinosaur Planet de Rare), entre d'altres.
L'agost de 2002 va ser llançat Tony Hawk's Pro Skater 3 (Activision). Aquest seria l'últim joc llançat oficialment en format Nintendo 64 i va marcar la fi del seu període de vida, encara que a Europa havia acabat un any abans amb Mario Party 3.

## Característiques
El seu disseny no és molt complicat: la part superior, amb forma d'ona, amb els botons Power i Reset, un tradicional slot de cartutxos de càrrega superior, un port per Expansion Pak, (també superior) o per alguns accessoris i els comandaments en la part frontal.

## Cartutxos de joc

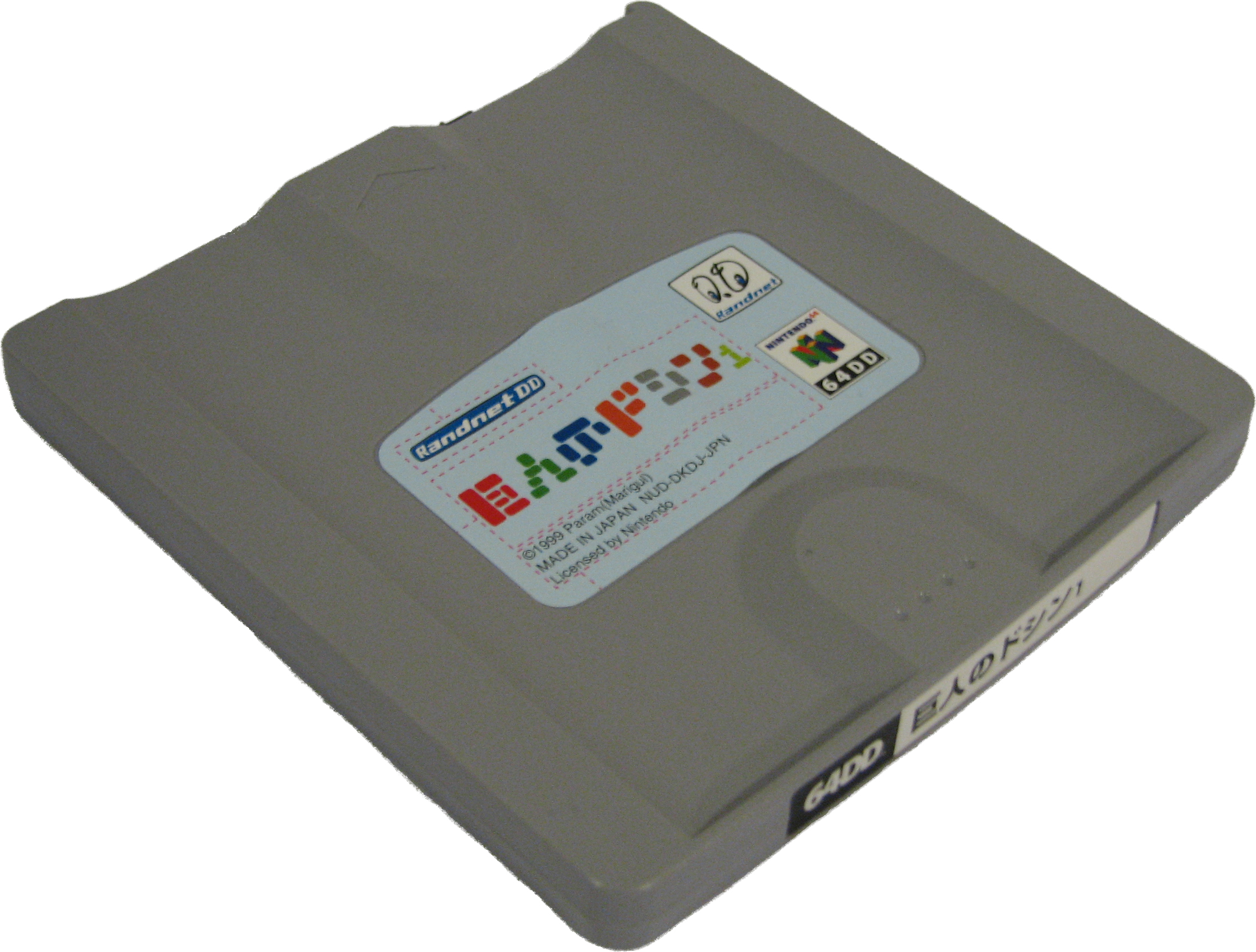
Disc magnètic del "Nintendo Disk Drive 64"

Els cartutxos tenen una capacitat de fins a 512 Mbit (64 MB) amb gran qualitat sonora. No obstant això, eren bastant limitats en comparació de la capacitat d'un Compact Disc de 680 MB.
Avantatges:
- Els cartutxos tenien temps d'accés a memòria molt ràpids en comparació als CD, que tenien velocitats a 4x. Això es pot observar, en casos en què jocs de PSX que tenen pantalla de càrrega, en la versió N64 no existeixen a excepció del NFL Quarterback Club 2000.

- Eren molt cars i difícils de duplicar, això feia gairebé inexistent la pirateria en la nintendo 64, la qual cosa provocava al seu torn menys pèrdues per Nintendo, la qual cosa li donava majors marges, més encara amb la inserció de xips en PlayStation.

- Com en les seves antecessores, es poden introduir xips de millora.

- A causa de les memòries internes dels cartutxos, era possible guardar les partides dins del cartutx.

- La seva durada és major a la dels Cds. És difícil danyar un cartutx; són pràcticament a prova de caigudes el que fa a la consola més utilitzable per a nens.

- Els cartutxos podien ser netejats de maneres més segures.

Desavantatges:
- Mentre que els cartutxos són més resistents a danys quotidians, els cds són més resistents als danys que pugui provocar el medi ambient, com l'òxid o descàrregues elèctriques (congelació).

- Els CD són més fàcils d'emmagatzemar, és difícil emmagatzemar tants cartutxos.

- Els cartutxos són de major cost de producció.

- Emmagatzemen menys informació que un CD. Jocs molt llargs poden estar continguts en diversos Cd's, cosa que no pot ocórrer amb els cartutxos.

Nintendo 64 va tenir un total de 284 jocs llançats a Amèrica.

## Especificacions tècniques

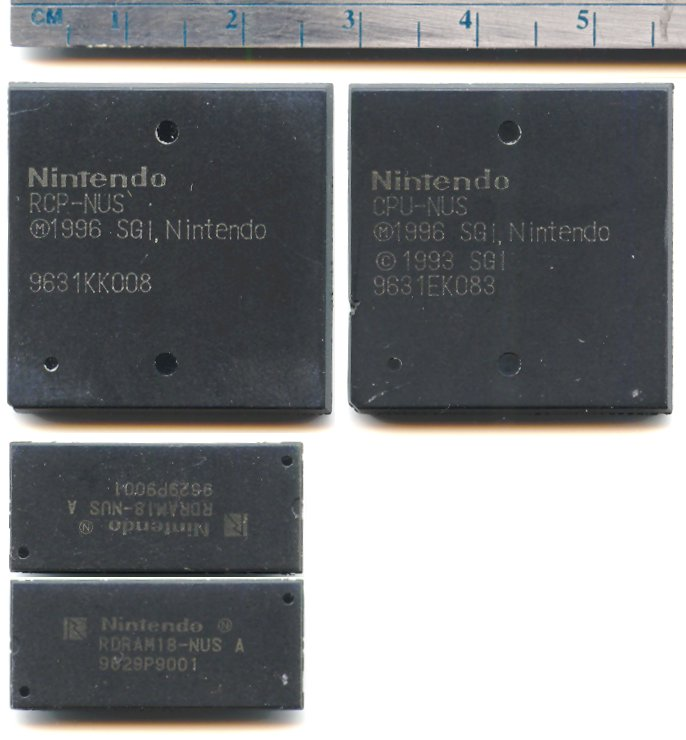
El xipset de la Nintendo 64: CPU, RCP i RDRAM

- CPU: Arquitectura MIPS 64-bit RISC CPU R4300i (sèrie R4000 personalitzada), a 93,75 MHz
- Co-processador: RCP: SP (processador de so i gràfics) i DP (processador de píxels) incorporats, a 62,5 MHz.
- Processador de video (GPU): Búfer Z, anti-aliasing (filtre anti-dentat), mapejat de textures realista: interpolació de mapes MIP tri-lineal filtrada, correcció de perspectiva, mapeado de l'entorn.
- Memòria: RAMBUS D-RAM 4 Mbytes (Ampliable a 8 Mbytes mitjançant Expansion Pack), velocitat de transmissió: 4,500 Mbit/sec, màxim freqüència 500 MHz.
- Resolució: 256 x 224 640 x 480 punts, manera de desentrellaçat sense parpalleig
- Dimensions: ample 260 mm, fons 190 mm, alt 73 mm.
- Pes: 1,1 kg (2,42 lb).
- Color: color real d'imatges fotogràfiques (pot mostrar 16,8 milions de colors en pantalla) taujana de 32 bits, sortida de vídeo en color de 21 bits.
- Connexions i ports:
  - Ports per a control (4 comandaments)
  - Port d'expansió de memòria RDRAM EXPANSION PAK (1)
  - Ranura de cartutxos de joc (1)
  - Badia d'extensió 50 pins (1)
  - Sortida d'Àudio vídeo SNS A/V Multiout (1)
  - Entrada de corrent DC 12V/3.3V (1)[14][15][16][17][18]

## Versions
La Nintendo 64 no va presentar versions millorades substancialment, encara que sí que van aparèixer edicions especials que presentaven modificacions en el seu disseny exterior. Inicialment, el color de la seva carcassa era el negre. Més tard van sortir a la venda models idèntics a l'original, però amb la carcassa translúcida i de diferents colors, a més de versions especials com la N64 Pikachu Edition, que era groga i blava i tenia a l'esmentat personatge de la saga Pokémon en relleu sobre la carcassa, la qual era una mica més ampla que la de la consola original i mostrava alguns detalls del disseny exterior lleugerament canviats (el botó de reinici, per exemple) i la versió N64 gold llançada solament al Japó. Moltes d'aquestes consoles, sobretot les carcasses de colors, tenien millores internes en les revisions de la placa, com a millores en la qualitat de video usant cables RGB respecte a la Nintendo 64 original.

## Accessoris

### Connectats a la consola
- Jumper Pak: Inclòs en la consola, és un jumper o mòdul de continuïtat, ja que el BUS de memòria RDRAM transfereix dades del mòdul 0 al mòdul 1 sent que el mòdul 0 és la memòria interna del sistema i l'1 la badia del port d'expansió que requereix el Nintendo 64. Aquest afegiment fa la funció de pont quan no hi ha memòria instal·lada en el mòdul 1.

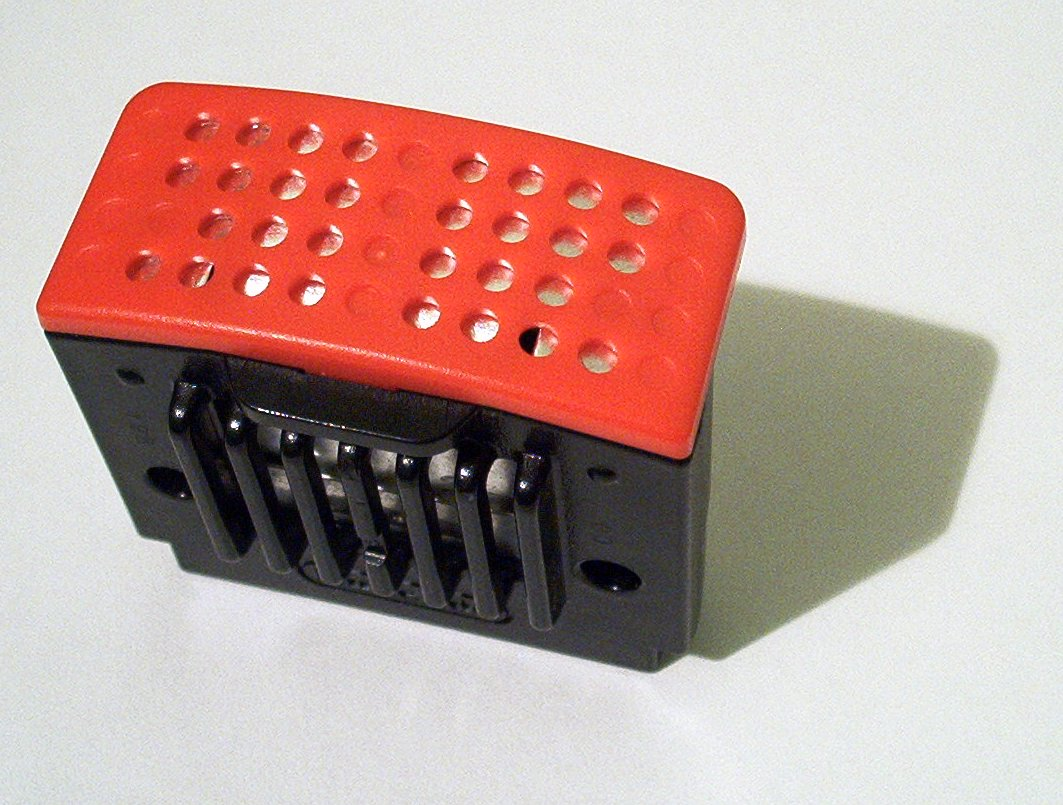
Expansion Pak

- Expansion Pak: és un mòdul de memòria RDRAM de 4MB que incrementa la memòria del sistema a un total de 8MB. Reemplaça al Jumper Pak. Certs jocs ofereixen en general una resolució major sota la seva presència. I millora els gràfics, com en el Donkey Kong 64 o el Zelda: The Majora's Mask requereixen aquest accessori per funcionar. El Expansion Pak es venia per separat o juntament amb alguns jocs.
- Nintendo Disk Drive 64 (solament al Japó): permetia llegir discos magnètics especials de 64MB i connectar-se a una línia telefònica per intercanviar dades i descarregar jocs.

### Connectats a la part inferior del comandament

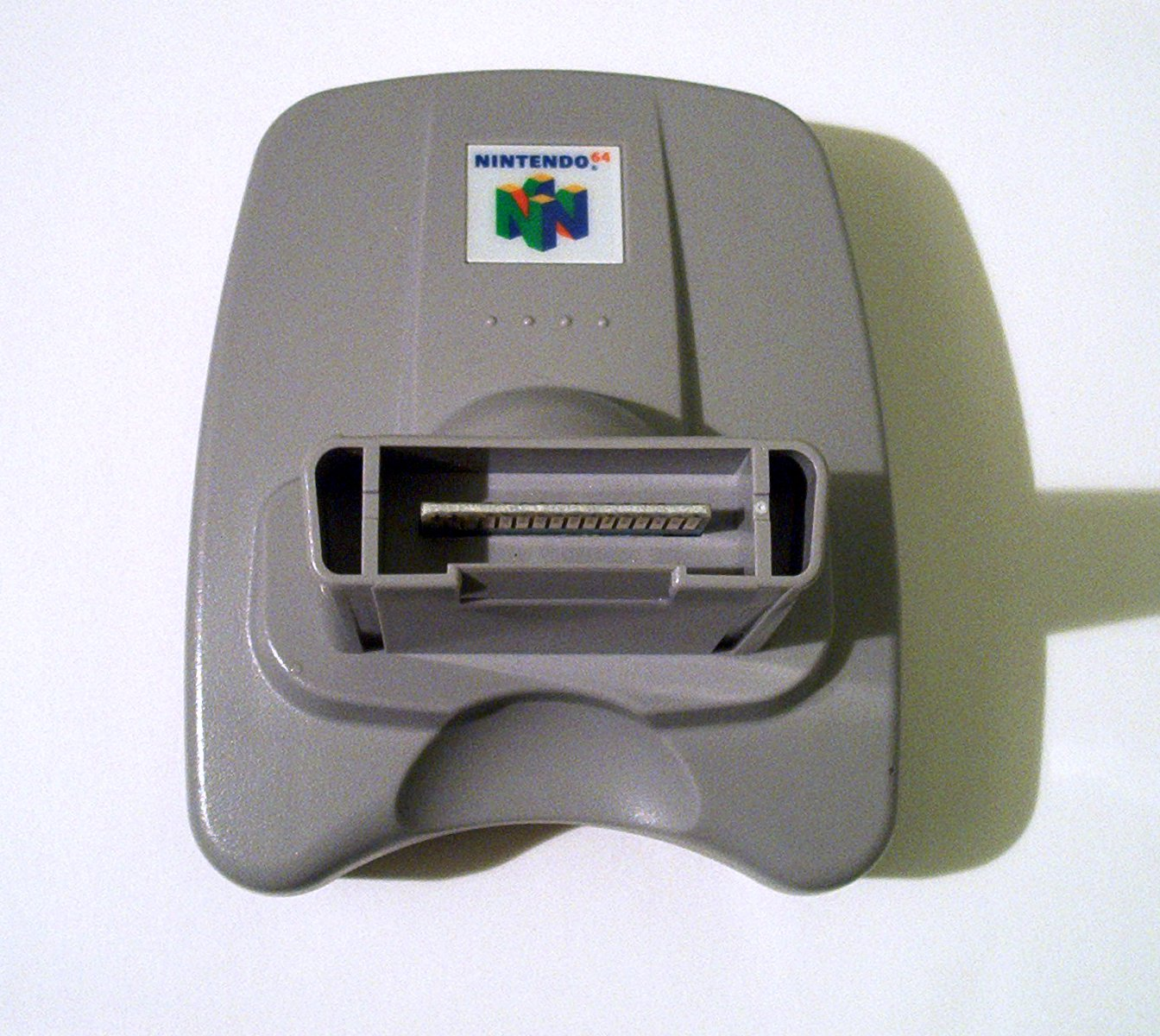
Transfer Pak

- Transfer Pak: Permet la connexió de cartutxos de Game Boy i de Game Boy Color per intercanviar dades amb els jocs de la Nintendo 64 (personatges, puntuacions, jocs bloquejats...). Alguns jocs que van fer ús d'aquest accessori van ser Pokémon Stadium, Mario Golf 64, Mario Tennis 64, etc.

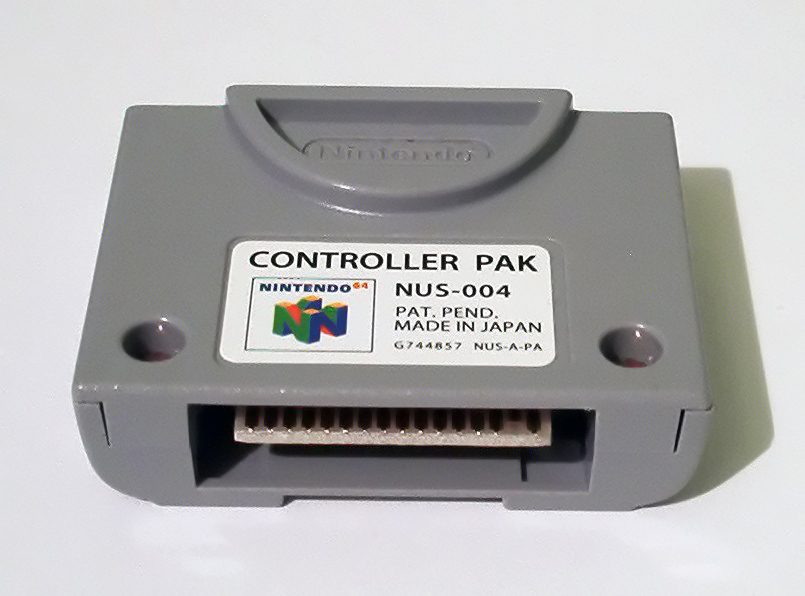
Controller Pak

- Controller Pak: Permet gravar partides i configuracions personalitzades. També servia per guardar repeticions de carreres i partides de memòria més grans que el cartutx no pot guardar. Els models originals de Nintendo oferien una memòria de 256 KB dividida en 123 parts o pàgines. Alguns models de tercers disposaven de més memòria encara.
- Rumble Pak: Va ser un dels primers accessoris, anunciat en el Shoshinkai Show al novembre de 1996. Serveix per brindar funció de force feedback (vibració) a certs jocs, és a dir, la capacitat de fer vibrar el comandament de control per aportar realisme a certs esdeveniments del joc, com a cops o sorolls. Com més fort sigui el que apareix en el joc, major serà la vibració. El Rumble Pak va ser el primer perifèric de la història dels videojocs que feia vibrar un comandament i va suposar una revolució: la següent generació de consoles (Dreamcast, Xbox, Gamecube i PlayStation 2) incorpora tecnologies similars en els seus comandaments de control, i la tendència es mantindrà.[24][25]
- VRU Unit i Micròfon: Aquest perifèric, que es connectava al port de control 4, servia per donar ordres a Pikachu en el joc interactiu "Hey You, Pikachu", en el qual se li parlava directament a Pikachu i obeïa les ordres, mitjançant el reconeixement de comandos de veu solament en idioma anglès i japonès, sent així el primer micròfon de videoconsola.[26]

## Top Final de la competència
1. PlayStation (PSX)
2. Nintendo 64 (N64)
3. Sega Saturn (SS)